# Edward L. Leahy

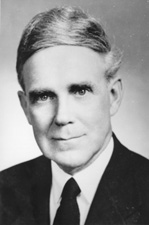
Edward L. Leahy

Edward Lawrence Leahy (* 9. Februar 1886 in Bristol, Rhode Island; † 22. Juli 1953 ebenda) war ein US-amerikanischer Jurist und Politiker (Demokratische Partei), der den Bundesstaat Rhode Island im US-Senat vertrat.
Edward Leahy besuchte die öffentlichen Schulen in Rhode Island und studierte von 1904 bis 1905 zunächst an der Brown University in Providence, ehe er 1908 seinen Abschluss an der Law School der Georgetown University machte und im selben Jahr in die Anwaltskammer seines Heimatstaates aufgenommen wurde. Daraufhin begann er in Bristol als Jurist zu praktizieren. 1910 wurde er Richter am dortigen Nachlassgericht; diesen Posten bekleidete er bis 1939.
Politisch war Leahy erstmals zwischen 1911 und 1913 als Abgeordneter im Repräsentantenhaus von Rhode Island tätig. 1913 wurde er zudem in den Schulausschuss von Bristol gewählt. Zu dieser Zeit leitete er ferner den Billigkeitsbereich an einem Kanzleigericht. Während des Ersten Weltkrieges gehörte er dem Judge Advocate General’s Department der US Army im Rang eines Oberleutnants an.
Zwischen 1919 und 1948 stand Leahy der Finanzbehörde von Rhode Island vor; im Jahr 1939 war er als Direktor des Department of Revenue and Regulation Mitglied der Staatsregierung. Später arbeitete er auch im staatlichen Tilgungsfondsausschuss sowie in der Pensionsbehörde von Rhode Island mit. Von 1948 bis 1949 war er als Berater des staatlichen Finanzministeriums tätig. Schließlich erfolgte am 24. August 1949 die Ernennung zum US-Senator in Washington. Edward Leahy löste den als Justizminister ins Bundeskabinett gewechselten J. Howard McGrath ab und verblieb bis zum 18. Dezember 1950 im Senat. Zur Nachwahl um das Mandat, die John O. Pastore, zuvor Gouverneur von Rhode Island, gewann, trat er nicht an. In der Folge war Leahy von Januar 1951 bis zu seinem Tod im Juli 1953 Richter am Bundesbezirksgericht von Rhode Island.